# Коле Кауто (Пескара)
Коле Кауто (итал. Colle Cauto) је насеље у Италији у округу Пескара, региону Абруцо.
Према процени из 2011. у насељу је живело 71 становника. Насеље се налази на надморској висини од 578 м.